# Эрлинг Скакке
Эрлинг Скакке (Кривой) (1115 — 19 июня 1179) — норвежский ярл, отец конунга Магнуса V Эрлингссона (1161—1184).

## Биография
Родился в Этне в Хордаланне. Сын знатного норвежца Кюрпинга-Орма и Рагнхильд. В 1152—1155 годах Эрлинг участвовал вместе с ярлом Рёнгвальдом Кали Кольссоном Оркнейским в крестовом походе, во время которого посетил Святую землю, Константинополь и Рим. Во время битвы с арабами на Сицилии был ранен саблей в шею и получил прозвище Скакке («Кривой»).
После своего возвращения на родину женился на принцессе Кристине Сигурдсдаттер, дочери норвежского короля Сигурда I Крестоносца (1103—1130). Эрлинг Кривой стал одним из ближайших сподвижников конунга Инги I Харальдссона (1136—1161). В 1157—1161 годах участвовал на стороне норвежского короля Инге I Горбуна в борьбе с его противником Хаконом II Широкоплечим. В феврале 1161 года Инге Горбун был разбит Хаконом в битве под Осло и погиб.
После гибели Инги I Харальдссона Эрлинг Кривой собрал всех крупных норвежских лендрманнов, сторонников покойного конунга. На собрании лендрманны избрали новым конунгом Норвегии пятилетнего Магнуса, сына Эрлинга Скакке, стал ярлом и возглавил конунгову дружину.
Вначале Эрлинг Кривой с сыном и своими сторонниками отправился в Данию. Датский конунг Вальдемар I Великий обещал оказать Магнусу Эрлингссону военную помощь в борьбе за власть. Взамен Эрлинг Кривой обещал передать Дании бывшие владения конунгов Харальда Синезубого и Свена Вилобородого в Норвегии (провинцию Викен. Весной того же года Эрлинг Кривой вернулся в Норвегию, собрал войско и начал войну против конунга Хакона Широкоплечего. Эрлинг Скакке захватил города Берген и Тёнсберг вместе со всем флотом Хакона. Сам конунг Хакон Широкоплечий бежал в Тронхейм. Летом 1162 года Эрлинг Кривой с флотом отплыл на север против Хакона. 7 июля в битве близ Секкена в Ромсдалене конунг Хакон Широкоплечий был разгромлен и смертельно ранен, а большинство его воинов погибло.
После своей победы над Хаконом Эрлинг Скакке собрал тинг, на котором его сын Магнус был провозглашен конунгом всей Норвегии. Однако сторонники Хакона Широкоплечего под руководством ярла Сигурда не прекратили борьбу и в Оппланне провозгласили новым конунгом своего человека Сигурда Воспитанника Маркуса, который приходился братом Хакону Широкоплечему. Мятежники разделили свои силы на две части, во главе которых находились конунг Сигурд и ярл Сигурд. Мятежники подчинили своей власти лишь небольшую часть страны. Конунг Сигурд и его воспитатель Маркус отсиживались в безопасном месте, а ярл Сигурд со своим отрядом совершал набеги на Оппланн и Вик.
В остальной же части Норвегии царили мир и спокойствие. Ярл Эрлинг Кривой собирал бондов на тинги, на которых сообщал им о бесчинствах ярла Сигурда и его отряда. Разгневанные бонды на тинге и осудили ярла Сигурда и его людей, как живых, так и мертвых. Эрлинг Кривой, собрав войско, выследил ярла Сигурда и разгромил его отряд (500 чел.) в битве при Ре. Затем воины Эрлинга отправились на поиски Маркуса и его воспитанника Сигурда. Они бежали сначала на остров Хисинг, а оттуда вглубь материка, сначала в Оппланн, а потом в Тронхейм, где их приняли хорошо и даже признали Сигурда конунгом. Сигурд собрал налоги с жителей прибрежных районов и летом 1163 года отправился к Бергену, но по пути был разбит конунговым флотом под руководством Николаса Сигурдссона. Небольшая дружина Сигурда рассеялась, а сам он вместе с Маркусом укрылся на острове Скарпа, где их поймали люди Эрлинга и отвезли в Берген. 29 сентября 1163 года они оба были казнены: Сигурду отрубили голову, а Маркуса повесили.
Летом 1164 года Эрлинг Скакке созвал в Бергене большой совет, на котором приняли участие архиепископ Йостейн, папский легат Стефан и многие другие епископы и знатные люди Норвегии. На совете было одобрено право церкви увеличить подати, взимаемые с бондов, а церковные законы были признаны обязательными к исполнению наравне со светскими. 8-летний конунг Магнус Эрлингссон был торжественно помазан на царство и коронован. Таким образом, Магнус стал полноправным королём в глазах норвежцев, хотя и не происходил из рода Инглингов. Был принят закон, согласно которому норвежский трон должен был передаваться по наследству старшему сыну. Ярл Эрлинг Кривой стал фактическим правителем государства при своём малолетнем сыне, конунге Магнусе V.
После того как власть Магнуса Эрлингссона над всей Норвегией была узаконена, датский король Вальдемар I Великий прислал посольство в Норвегию и напомнил ярлу Эрлингу Кривому о его обещании передать Дании часть провинции Викен. Эрлинг Кривой прибыл в Викен и собрал тинг, где местные бонды отказались переходить под власть датчан. Разгневанный Вальдемар Датский собрал войско и выступил в поход против норвежцев. Весной Вальдемар с войском высадился в Викене, но местные крестьяне собрали ополчение, и Вальдемар не решился напасть на них, предпочтя направить свою армию на восток против язычников. Вскоре Кристина, жена Эрлинга Скакке, отправилась в Данию, где была хорошо принята своим двоюродным братом, конунгом Вальдемаром Великим. По инициативе Кристины Эрлинг отправился в Данию для примирения. Он был оставлен при дворе датского конунга в качестве заложника, а Вальдемар Великий отправил в Норвегию архиепископа Абсолона. Вскоре был заключен мир, Вальдемар Великий пожаловал Эрлинга Скакке титулом ярла и передал ему в ленное владение Викен.
Постепенно в Норвегии накопились достаточно противоречий между правящей верхушкой — королём и его окружением, духовенством и крупными землевладельцами — и низшими слоями общества, обедневшими крестьянами. В 1166 году, когда ярл Эрлинг Кривой находился в Дании, против него подняли восстание в Оппланне Олав Гундбрандссон, сын Марии, дочери конунга Эйстейна Магнуссона, и его воспитатель Сигурд Колпак. Они собрали войско в Оппланне, где на их сторону перешли многие бонды. Олав был провозглашён конунгом в Оппланне. Конунг Олав и Сигурд Колпак стал совершать походы в Оппланн и Викен.
После своего возвращения из Дании ярл Эрлинг Кривой с войском двинулся в Викен, он оставался летом на кораблях, а осенью был в Осло. В Рюдъёкуле Эрлинг Скакке с небольшой дружиной попал в засаду и был разбит Олавом. Многие воины ярла Эрлинга погибли, он сам был ранен в левый бок и но смог вырваться из засады и укрылся на кораблях. Эрлинг Кривой вернулся в Викен и оставался там до конца лета. Конунг Олав со своей дружиной укрепился в Оппланне.
Весной 1168 года конунг Олав с дружиной отправился в Викен и взял подати с жителей прибрежных районов. Ярл Эрлинг Кривой узнал об этом и двинулся со всем войском на восток навстречу Олаву. В битве у Стангира Эрлинг Скакке нанес полное поражение конунгу Олаву. Сигурд Колпак и многие воины Олава погибли, а сам конунг бежал в Данию, где вскоре скончался.
В 1174 году в Викене вспыхнуло новое восстание против ярла Эрлинга Кривого. Его возглавил некий Эйстейн по прозвищу «Девчушка», называвший себя сыном конунга Эйстейна II Харальдссона. Мятежники, которые вначале были просто шайкой разбойников, были настолько бедны, что часто не имели нормальной обуви и обматывали ноги берестой, за что получили прозвище «биркебейнеры», то есть «березовоногие». За несколько лет войско «биркебейнеров» выросло в несколько раз, что позволило им взять под свой контроль часть Вика и Трёнделаг. В январе 1177 года конунг Магнус Эрлингссон напал на главные силы повстанцев близ Рэ и разбил их, а лидер «биркебейнеров» Эйстейн Девчушка был убит. Но полностью восстание подавить не удалось. Мятежники рассеялись по лесам Телемарка и пограничных провинций.
В том же 1177 году у «биркебейнеров» появился новый лидер, некий Сверрир с Фарерских островов, называвший себя сыном конунга Сигурда II Харальдссона. За несколько лет Сверрир превратил шайку «березовоногих» разбойников в сильное профессиональное войско и сумел захватить власть в Трёнделаге, где на тинге его избрали конунгом. В 1178 году Сверрир захватил Тронхейм и в битве при Рингерике одержал победу над одним из отрядов конунга Магнуса Эрлингссона. Весной 1179 года Магнус и его отец Эрлинг Скакке выбили биркебейнеров из Тронхейма, но Сверрир во время отступления на юг внезапно развернулся и напал на конунга Магнуса. 19 июня 1179 года в битве при Кальвскиннете Сверрир одержал победу над королевской армией. В этом сражении погиб ярл Эрлинг Кривой.

## Семья
Эрлинг Кривой был женат на Кристине Сигурдсдаттер (ок. 1125—1178), дочери норвежского конунга Сигурда Крестоносца. Дети:
- Магнус V Эрлингссон (1156—1184), король Норвегии (1161—1184)
- Рагнхильд, жена Йона Торбергссона из Рандаберга

Внебрачные дети от наложниц:
- Хрейдар
- Эгмунд
- Финн
- Сигурд